# Сербеллони, Фабрицио
Фабрицио Сербеллони (итал. Fabrizio Serbelloni; 4 ноября 1695, Милан, Миланское герцогство — 7 декабря 1775, Рим, Папская область) — итальянский куриальный кардинал. Титулярный архиепископ Патры с 2 августа 1731 по 22 июля 1754. Апостольский нунций в Тоскане с 1 сентября 1731 по 5 февраля 1734. Апостольский нунций в Кёльне с 5 февраля 1734 по 8 августа 1738. Апостольский нунций в Польше с 8 августа 1738 по 1 марта 1746. Апостольский нунций в Австрии с 1 марта 1746 по 26 ноября 1753. Папский легат в Болонье с 16 сентября 1754 по 1761. Декан Священной Коллегии кардиналов и Префект Священной конгрегации церемониала с 18 апреля 1774 по 7 декабря 1775. Кардинал-священник с 26 ноября 1753, с титулом церкви Санто-Стефано-аль-Монте-Челио с 22 июля 1754 по 21 марта 1763. Кардинал-священник с титулом церкви Санта-Мария-ин-Трастевере с 21 марта по 16 мая 1763. Кардинал-епископ Альбано с 16 мая 1763 по 18 апреля 1774. Кардинал-епископ Остии и Веллетри с 18 апреля 1774 по 7 декабря 1775.